# Symmela longula
Symmela longula är en skalbaggsart som beskrevs av Wilhelm Ferdinand Erichson 1835. Symmela longula ingår i släktet Symmela och familjen Melolonthidae. Inga underarter finns listade i Catalogue of Life.